# Die Kunstdenkmäler des Grossherzogthums Baden
Die Reihe Die Kunstdenkmäler des Grossherzogthums Baden (vollständig Die Kunstdenkmäler des Grossherzogthums Baden. Beschreibende Statistik) ist das amtliche Kunstdenkmälerinventar des Großherzogtums Baden. Sie wurde von Franz Xaver Kraus im Auftrag des Großherzoglichen Ministeriums der Justiz, des Kultus und Unterrichts begründet und herausgegeben und erschien im Verlag Mohr (Siebeck) von 1887 bis 1913 in fünfzehn Teilbänden.
Fortgeführt wurde die Reihe von 1933 bis 1967 unter dem Titel Die Kunstdenkmäler Badens mit acht weiteren Bänden. Die beiden Teilbände zur Stadt Mannheim erschienen 1988 im Rahmen der Reihe Die Kunstdenkmäler in Baden-Württemberg.

## Bände
- Band 1: Franz Xaver Kraus: Kreis Konstanz. Freiburg i. Br. 1887
- Band 2: Franz Xaver Kraus: Kreis Villingen. Freiburg i. Br. 1890
- Band 3: Franz Xaver Kraus: Kreis Waldshut. Freiburg i. Br. 1892
  - Beigabe: Franz Xaver Kraus: Der Kirchenschatz von Sanct Blasien, jetzt zu S. Paul in Kärnten. Freiburg i. Br. 1892
- Band 4: Kreis Mosbach
  - Erste Abtheilung: Adolf von Oechelhäuser: Amtsbezirk Wertheim. Freiburg i. Br. 1896
  - Zweite Abtheilung: Adolf von Oechelhäuser: Amtsbezirk Tauberbischofsheim. Freiburg i. Br. 1898.
  - Dritte Abtheilung: Adolf von Oechelhäuser: Amtsbezirke Buchen und Adelsheim. Tübingen / Leipzig 1901
  - Vierte Abtheilung: Adolf von Oechelhäuser: Amtsbezirke Mosbach und Eberbach. Tübingen 1906
- Band 5: Franz Xaver Kraus: Kreis Lörrach. Tübingen 1901
- Band 6: Kreis Freiburg
  - Erste Abtheilung: Franz Xaver Kraus, bearbeitet und herausgegeben von Max Wingenroth: Die Kunstdenkmäler der Amtsbezirke Breisach, Emmendingen, Ettenheim, Freiburg (Land), Neustadt, Staufen und Waldkirch (Kreis Freiburg Land). Tübingen 1904
- Band 7: Max Wingenroth: Kreis Offenburg. Tübingen 1908
- Band 8: Kreis Heidelberg
  - Erste Abteilung: Adolf von Oechelhäuser: Amtsbezirke Sinsheim, Eppingen und Wiesloch. Tübingen 1909
  - Zweite Abteilung: Adolf von Oechelhäuser: Amtsbezirk Heidelberg. Tübingen 1913
- Band 9: Kreis Karlsruhe
  - Erste Abteilung: Hans Rott: Amtsbezirk Bretten. Tübingen 1913
  - Zweite Abteilung: Hans Rott: Amtsbezirk Bruchsal. Tübingen 1913
  - Dritte Abteilung: Emil Lacroix, Peter Hirschfeld, Wilhelm Paeseler: Amtsbezirk Ettlingen. C. F. Müller, Karlsruhe 1936
  - Fünfte Abteilung: Emil Lacroix, Peter Hirschfeld, Wilhelm Paeseler: Amtsbezirk Karlsruhe Land. C. F. Müller, Karlsruhe 1937
  - Sechste Abteilung: Emil Lacroix, Peter Hirschfeld, Wilhelm Paeseler: Stadt Pforzheim. C. F. Müller, Karlsruhe 1939
  - Siebente Abteilung: Emil Lacroix, Peter Hirschfeld, Wilhelm Paeseler: Amtsbezirk Pforzheim. C. F. Müller, Karlsruhe 1938
- Band 10: Kreis Mannheim
  - [Erste Abteilung:] Hans Huth: Stadtkreis Mannheim. 2 Teilbände. Deutscher Kunstverlag, München 1982, ISBN 3-422-00556-0
  - Zweite Abteilung: Kurt Martin: Stadt Schwetzingen. C. F. Müller, Karlsruhe 1933
  - Dritte Abteilung: Hans Huth: Landkreis Mannheim ohne Stadt Schwetzingen. Deutscher Kunstverlag, München 1967
- Band 11: Stadtkreis Baden-Baden
  - Erste Abteilung: Emil Lacroix, Peter Hirschfeld, Heinrich Niester: Stadt Baden-Baden. C. F. Müller, Karlsruhe 1942
- Band 12: Landkreis Rastatt
  - Erste Abteilung: Peter Hirschfeld: Landkreis Rastatt. C. F. Müller, Karlsruhe 1963